# Confinement lié à la pandémie de Covid-19 en Espagne
Wikipédia ne donne pas de conseils médicaux ou sanitaires. Cet article est susceptible de contenir des informations obsolètes ou inexactes. Seul un professionnel de la santé est apte à vous fournir un avis médical, et seules les autorités sanitaires de votre pays sont compétentes pour donner des consignes de santé publique relatives à la pandémie de Covid-19.
Pour des articles plus généraux, voir Pandémie de Covid-19 en Espagne et Confinements liés à la pandémie de Covid-19 par pays.
 (1er septembre 2022).

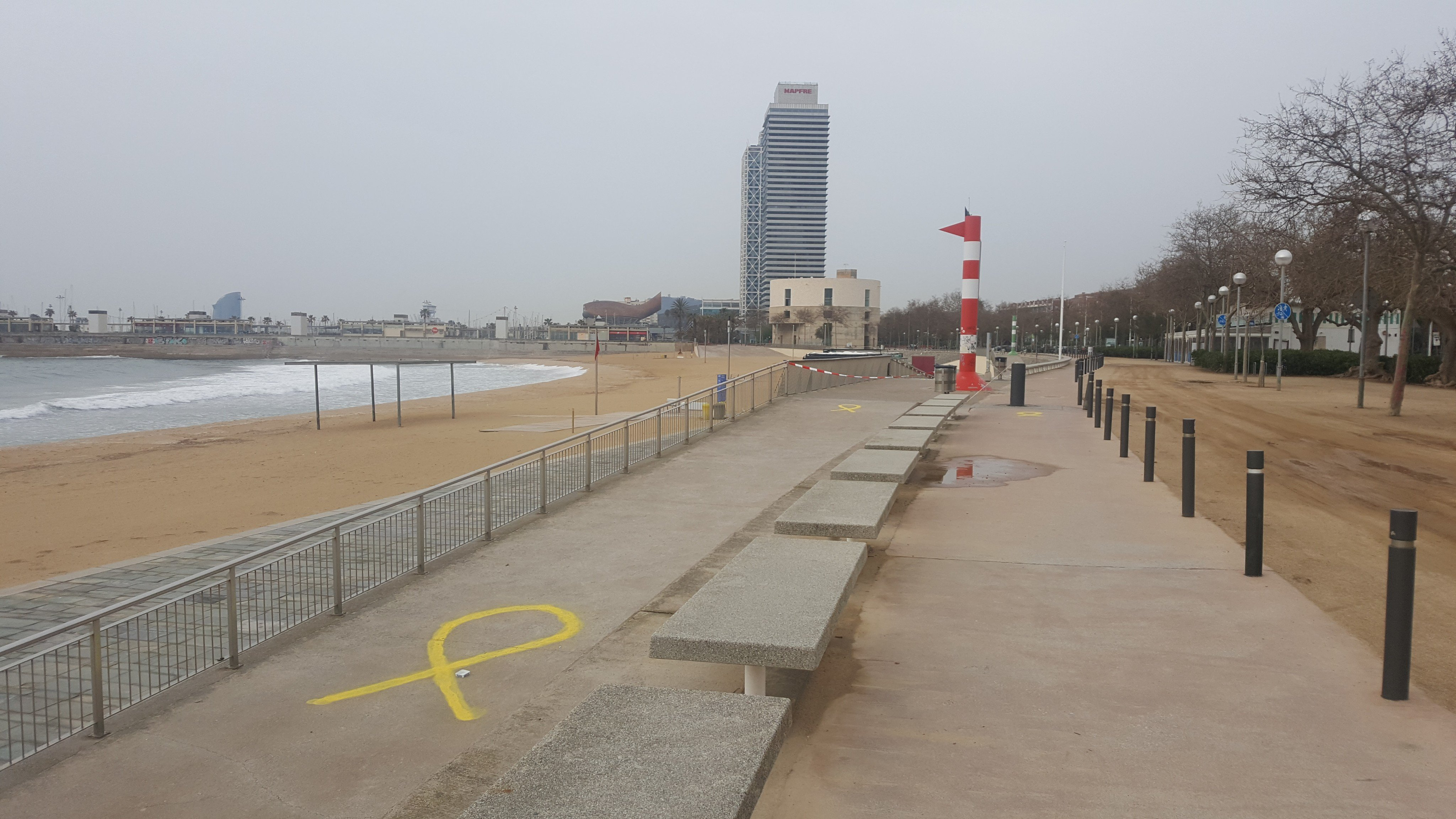
Plage déserte à Barcelone, pendant le confinement de 2020.

Le confinement de la population espagnole désigne l'ensemble des mesures d'hygiène et de distanciation sociale, dites « barrières », définies au niveau national et local en réponse à la pandémie de Covid-19 en Espagne.
Il est ordonné par le gouvernement espagnol à compter du 15 mars 2020 dans le cadre des mesures d'urgence (état d'alerte) pour lutter contre l'épidémie de coronavirus dans le pays,. Tous les habitants sont tenus de rester dans leur logement, sauf pour acheter de la nourriture et des médicaments, travailler ou se rendre aux urgences,. Les restrictions de la quarantaine ont rendu obligatoire la fermeture temporaire des magasins et des entreprises « non essentiels », y compris les bars, restaurants, cafés, cinémas, commerces et commerces de détail. 
L'annonce est intervenue après une augmentation significative du nombre de cas confirmés de COVID-19 en Espagne, passant de 3 146 cas à 5 232 cas dans la journée du 13 mars 2020. 
Cette « décision extraordinaire », selon le président du gouvernement d'Espagne, Pedro Sánchez, est nécessaire car l'Espagne fait face à une « crise sanitaire, sociale et économique ».